# حملة تشاتانوغا
حملة تشاتانوغا هي سلسلة من المناورات والمعارك التي وقعت في أكتوبر ونوفمبر 1863 أثناء الحرب الأهلية الأمريكية. حاصر جيش تينيسي الكونفدرالي بقيادة اللواء براكستون براج اللواء وليام روسكرانس ورجاله من خلال السيطرة على المرتفعات الأساسية بالقرب من تشاتانوغا في تينيسي؛ وذلك بعد هزيمة جيش كمبرلاند الاتحادي بقيادة روسكرانس في معركة تشيكاموغا في سبتمبر. مُنِح اللواء يوليسيس جرانت قيادة قوات جيش الاتحاد في الجبهة الغربية، التي وُحِّدت حينها تحت قيادة فرقة مسيسيبي العسكرية. بدأت تعزيزات كبيرة في الوصول معه في تشاتانوغا من مسيسيبي والمسرح الشرقي. أزاح جرانت اللواء روسكرانس من قيادة جيش كمبرلاند في 18 أكتوبر، واستبدله باللواء جورج هنري توماس.
قاتلت قوة بقيادة اللواء جوزيف هوكر هجومًا كونفدراليًا مضادًا في معركة واهاتشي في 28-29 أكتوبر 1863؛ وذلك أثناء افتتاح خط إمداد «كراكر لاين» لإطعام الرجال والحيوانات الجائعين في تشاتانوغا. انتقل جيش كمبرلاند في 23 نوفمبر من التحصينات حول تشاتانوغا إلى الاستيلاء على الأرض الاستراتيجية المرتفعة في أورتشارد نوب؛ بينما تناور عناصر من جيش الاتحاد في ولاية تينيسي تحت قيادة اللواء ويليام تيكومسيه شيرمان لشن هجوم مفاجئ ضد الجناح اليميني لبراج في ميشنري ريدج. عبر رجال شيرمان نهر تينيسي في صباح يوم 24 نوفمبر، وتقدموا بعدها ليحتلوا أرضًا مرتفعة في الطرف الشمالي من ميشنري ريدج في فترة ما بعد الظهر. هزمت قوة مختلطة مكونة من حوالي ثلاث فرق بقيادة اللواء جوزيف هوكر الكونفدراليات في معركة جبل لوكاوت في نفس اليوم. بدأوا في اليوم التالي حركة نحو الجناح الأيسر لبراج في روسفيل.
أدى هجوم شيرمان على الجناح الأيمن لبراج في 25 نوفمبر إلى إحراز تقدم ضئيل. أمِل جرانت في تشتيت انتباه براج، فأمر جيش توماس بالتقدم في المركز، واتخاذ المواقع الكونفدرالية في قاعدة ميشنري ريدج. تسبب عدم قابلية استمرار هذه التحصينات، المستولى عليها حديثًا، في صعود رجال توماس إلى قمة ميشنري ريدج؛ وهزيمة جيش تينيسي بمساعدة قوة هوكر التي تتقدم شمالًا من روسفيل. انسحب الكونفدراليون إلى دالتون في جورجيا، وقاتلوا بنجاح ضد مطاردة جيش الاتحاد في معركة مضيق رينغولد غاب. قضت هزيمة براج على آخر سيطرة كونفدرالية مهمة على تينيسي، وفتحت الباب لغزو الجنوب العميق، مما أدى إلى حملة شيرمان في أتلانتا في عام 1864.

## معارك تشاتانوغا

### أورتشارد نوب
لاحظ جيش الاتحاد طوابير من رجال باتريك كليبورن وسيمون باكنر يسيرون بعيدًا عن ميشنري ريدج في 23 نوفمبر؛ وسمع أيضًا مزاعم من الفارين من الكونفدرالية بأن الجيش بأكمله كان يتراجع. أصبح جرانت قلقًا من تعزيز براج بشكل كبير لجيمس لونغستريت وسعيه إلى تعطيل الحركة. أمر جورج هنري توماس فرقته تحت قيادة العميد توماس جي. وود للتقدم في استطلاع قسري؛ وأمره بتجنب الاشتباك مع العدو والعودة إلى تحصيناته عند الكشف عن قوة خط الكونفدرالية. تجمع رجال وود خارج تحصيناتهم، ولاحظوا هدفهم على بعد 2000 ياردة تقريبًا إلى الشرق، وهي ربوة صغيرة يبلغ ارتفاعها 100 قدم تُعرف باسم أورتشارد نوب (تُعرف أيضًا باسم إينديان هيل). اصطفت فرقة اللواء فيليب شيريدان جنبًا إلى جنب لحماية الجناح الأيمن لوود، ووسع فيلق هوارد الحادي عشر خط الاصطفاف إلى اليسار، وقدّم أكثر من 20 ألف جندي مصطفين بمحاذاة ساحة الاصطفاف تقريبًا.
تقدم 14 ألف جندي من الاتحاد إلى الأمام بمشية عسكرية في الساعة 1:30 مساءً، واكتسحوا السهل، وذهلوا 600 مدافع كونفدرالي من الذين لم يتسنى لهم إطلاق الرصاص الكافي قبل تجاوزهم. كانت الإصابات صغيرة نسبيًا على كلا الجانبين. قرر جرانت وتوماس أن يأمروا الرجال بالاحتفاظ بمواقعهم وتحصينها، بدلًا من اتباع الأوامر الأصلية بالانسحاب. أصبحت أورتشارد نوب المقر الرئيسي لجرانت وتوماس خلال الفترة المتبقية من المعارك.
أعاد براج تعديل استراتيجيته بسرعة، مناديًا جميع الوحدات التي انطلقت في مسيرة يوم واحد. عادت فرقة كليبورن بعد حلول الظلام من محطة تشيكاموغا، وأوقفت عملية ركوب القطارات إلى نوكسفيل. بدأ براج بتقليل القوة على يساره بسحب فرقة اللواء ويليام إتش. تي. ووكر من قاعدة جبل لوكاوت؛ ووضعها في أقصى يمين ميشنري ريدج جنوب تانل هيل مباشرة. عين براج الجنرال هاردي لقيادة جناحه الأيمن الأهم حينها، ونقل قيادة الجهة اليسرى إلى كارتر ستيفنسون. أمر جون بريكنريدج رجاله في المركز بالبدء في تحصين قمة ميشنري ريدج، وهي مهمة أهملها براج نوعًا ما لأسابيع. لم يتمكن العميد ويليام بي. بيت وباتّون أندرسون من تقرير ما إذا كان يجب الدفاع عن قاعدة أو قمة ريدج؛ فأُمِرت فرقتيهما بنقل نصف عددهم إلى القمة، تاركين الباقي في خنادقهم على امتداد القاعدة. كتب جيمس إل. ماكدونو عن التعزيزات العليا: «وُضِعت التعزيزات على امتداد القمة الجبلية بدلًا من ما يسمى بالقمة العسكرية (مقدمة القمة). أعاقت هذه المواضع المدافعين بشدة».
غير جيش الاتحاد من جهته الخطط أيضًا. كان لدى شيرمان ثلاثة فرق جاهزة لعبور تينيسي؛ ولكن الجسر العائم في براونز فيري انقسم لنصفين، مما قطع سبيل فرقة العميد بيتر جيه. أوسترهاوس في وادي لوكاوت. قرر جرانت إحياء الخطة المرفوضة سابقًا لشن هجوم على جبل لوكاوت؛ وذلك بعد تلقي تأكيدات من شيرمان بأنه يمكنه المضي قدمًا مصطحبًا ثلاثة فرق، وأعاد تعيين أوسترهاوس تحت قيادة هوكر.

### روسفيل غاب (مضيق روسفيل)
غادرت قيادة اللواء جوزيف هوكر جبل لوكاوت حوالي الساعة 10 صباحًا واتجهت شرقًا، ولكنها واجهت عقبة كبيرة. أحرق الكونفدراليون الجسر عبر نهر تشاتانوغا، على بعد حوالي ميل من روسفيل غاب، وذلك بعد انسحابهم في الليلة السابقة بسبب ارتفاع مستوى النهر. عيّن العميد بيتر جيه. أوسترهاوس وحدة رائدة مكونة من 70 رجل لبدء إعادة بناء الجسر؛ بينما عمل رجال من ولاية ميزوري السابعة والعشرين في إنشاء جسر مشاة مهترئ، وبدأوا في العبور واحدًا تلو الآخر. قرر هوكر ترك بنادقه وعرباته خلفه حتى يتمكن جميع المشاة من العبور أولًا؛ ولكن تقدمه تأخر حوالي ثلاث ساعات ولم يصل إلى روسفيل غاب حتى الساعة 3:30 مساءً.
كان بريكنريدج غائبًا بينما دمر هجوم جيش الاتحاد فيلقه. كان أيضًا خائفًا على جناحه الأيسر، فقاد فيلقه حتى نهاية الخط في وقت مبكر من بعد الظهر. زار بريكنريدج لواء الجناح الأيسر لستيورات التابع للعقيد جيمس تي. هولتزكلاو، في الساعة 3:30 مساءً تقريبًا، في الوقت الذي شن فيه توماس هجومه المكون من أربع فرق على ميشنري ريدج، إذ أشار قائد هولتزكلاو إلى الجنوب الغربي حيث كان رجال هوكر منشغلين بإنشاء الجسر على نهر تشاتانوغا. كان بريكنريدج قلقًا بشأن روسفيل غاب، والتي لم تكن في ظل جناحه الأيسر، فأمر هولتزكلاو بإرسال زوجين من الأفواج لشغل هذا المنصب. كان قد فات الأوان، بحلول الوقت الذي وصل فيه الجنوبيون إلى المضيق، ولكن فريق أوسترهاوس استطاع المرور عبره. انضم الملازم جيه. كابيل بريكنريدج، نجل الجنرال ومساعده، مع مجموعة من ولاية آيوا التاسعة، ولكنه أُسِر.
توجه هوكر مع قواته نحو الشمال بسرعة، ونظم هجومًا ثلاثي المحاور. أرسل أوسترهاوس إلى امتداد ممر شرق ميشنري ريدج، وكروفت إلى التلال نفسها، وجيري إلى امتداد الجهة الغربية للتلال. توجه هولتزكلاو مع رجاله جنوبًا وخاض قتالًا، ولكن سرعان ما بدأ كروفت وأوسترهاوس في رعي الكونفدراليين الذين فاق عددهم شمالًا على امتداد ميشنري ريدج. انطلق بريكنريدج عند سماعه بأنباء صخب هائل في الشمال أخيرًا ليكتشف سببه. تراجع هولتزكلاو أمام قيادة هوكر، فاصطدم في النهاية بلواء أوهايو الثاني التابع للعقيد أنسون جي. مكوك الذي انتشر على امتداد التلال. استسلم حوالي 700 رجل من رجال هولتزكلاو بعد أن حاصرتهم القوى العظمى من أربع جهات.